# Roger Deago
Roger I. Villarreal Deago (nacido el 21 de junio de 1977 en Monagrillo, Panamá ) es un jugador de béisbol que jugó profesionalmente por última vez en 2008. Jugó en las Grandes Ligas de Béisbol para los Padres de San Diego en 2003.

## Carrera
Deago jugó para Technika Brno en Brno, República Checa, antes de fichar como agente libre amateur por los Padres en 2002, y en 2003 hizo su debut en las Grandes Ligas. Pasó la mayor parte de la temporada 2003 con los Mobile BayBears, con marca de 8-7 y efectividad de 4.03 en 26 juegos (20 aperturas) con ellos. El 10 de mayo de 2003 debutó en las Grandes Ligas contra los Mets de Nueva York. Lanzó bien en su primer juego de Grandes Ligas, permitiendo dos carreras y cinco hits y tres bases por bolas en seis entradas de trabajo, y salió sin decisión. Lanzó mal contra los Bravos de Atlanta en su siguiente apertura el 15 de mayo, permitiendo siete carreras limpias en 41⁄3 entradas de trabajo. Ese sería el último partido de su carrera en las Grandes Ligas. En general, tuvo marca de 0-1 con efectividad de 7.84 en su carrera en las Grandes Ligas.Aunque la carrera de Deago en las Grandes Ligas terminó después de sólo dos juegos, continuó jugando profesionalmente durante varios años. En 2004, lanzó para Lake Elsinore Storm, BayBears y Portland Beavers, logrando un récord combinado de 3-2 con efectividad de 2.00 en 20 juegos (ocho aperturas). Lanzó para los BayBears y Beavers en 2005, logrando un récord combinado de 1-2 con efectividad de 5.40 en cinco aperturas. Para los BayBears y Beavers en 2006, Deago tuvo un récord combinado de 10–8 con una efectividad de 4.49 en 28 juegos (21 aperturas). Jugó para las Misiones Beavers y San Antonio en 2007, con un récord combinado de 6-8 con efectividad de 5.13 en 35 juegos (21 aperturas). Terminó en la organización de los Tampa Bay Rays en 2008 y lanzó para su equipo Doble A, los Montgomery Biscuits . Esa temporada, tuvo marca de 2-5 con efectividad de 2.95 en 59 apariciones como relevista.En 2011, Deago regresó a la República Checa para jugar en el Technika Brno.

## Selección nacional
En la Copa Mundial de Béisbol de 2001, Deago tuvo marca de 1-1 con efectividad de 4.08. Tuvo marca de 2-0 con 19 ponches y efectividad de 1.29 en 14 entradas de trabajo en la Copa Intercontinental de 2002. Durante las eliminatorias de la Confederación Panamericana de Béisbol para los Juegos Olímpicos de 2008, Deago permitió tres carreras en 11 entradas; sin embargo, Panamá no logró avanzar a los Juegos Olímpicos. Apareció en dos juegos del Clásico Mundial de Béisbol de 2006, lanzando 11⁄3 y permitiendo tres hits y dos carreras (ninguno de ellos fue limpio). Logró una efectividad de 0.00.